# Willy Vanhooren
Willy Vanhooren (Bredene, 19 september 1947) is een Belgische politicus voor sp.a. Hij was burgemeester van Bredene.

## Biografie
Vanhooren ging naar school op de LSO-Rijksschool in Bredene. Hij haalde daarna een A2 mechanica en volgde een voorbereid jaar A1 aan het SHTI in Oostende. Hij studeerde ook drie jaar bestuursrecht en volgde een BLOSO-opleiding sportfunctionaris. Hij ging een tijd werken als administratief beleidsmedewerker van het gemeentebestuur van Bredene.
Vanhooren nam in 1976 reeds voor de eerste maal deel aan de gemeenteraadsverkiezingen, werd meteen verkozen en zetelde vanaf 1977 in de gemeenteraad. In 1983 werd hij schepen van sport. Het zou uiteindelijk nog tot 27 juni 1989 duren voor hij voor het eerst de eed aflegde als burgemeester van de Belgische kustgemeente Bredene. Op 1 januari 2010 gaf hij, na 20 jaar, vrijwillig dit mandaat over aan Steve Vandenberghe. Hij werd voorzitter van de gemeenteraad.